# Élections fédérales mexicaines de 1833
Les Élections fédérales mexicaines de 1833 ont eu lieu le 30 mars 1833, pour l'élection du président de la République, et pour les 38 élus du Sénat de la République. Le président est élu au suffrage indirect, par les sénateurs, eux-mêmes élus le même jour.  
Le général Antonio López de Santa Anna, membre de la faction conservatrice du Parti libéral, est élu à l'unanimité face au candidat libéral officiel Valentín Gómez Farías, qui devient vice-président. 

## Contexte
En 1832, à la demande du général Melchor Múzquiz, responsable du coup d'État contre le président conservateur Anastasio Bustamante, le Congrès reconnaît l'ancien président élu en 1828, Manuel Gómez Pedraza, comme président légitime, et qui est investi dans ses fonctions le 24 décembre 1832. 
La fin officielle de sa présidence étant datée au 1er avril 1833, soit quatre ans après la fin du mandat de Guadalupe Victoria, Gómez Pedraza, malgré la ferveur de ses partisans (libéraux et conservateurs modérés), refuse de briguer un second mandat alors que plusieurs de ses opposants pensaient qu'il allait se représenter à la présidence. Dans ce contexte, le général libéral Antonio López de Santa Anna, décide de présenter sa candidature, alors que le Parti libéral a déjà accordé son soutien à Valentín Gómez Farías. Le général Miguel Barragán, ancien allié du président Bustamante, devient le candidat du camp des conservateurs.  

## Résultats

### Élections sénatoriales
Les élections des sénateurs se déroulent entre le 20 et le 30 mars 1833, afin d'élire les 38 représentants du Sénat de la République. 
| Partis        | Sénateurs élus |
| ------------- | -------------- |
| Libéraux      | 26             |
| Conservateurs | 12             |
| Total         | 38             |

### Élection présidentielle
L'élection du président a lieu le 30 mars 1833, après l'annonce des résultats du scrutin des sénatoriales, avec la participation de trois candidats, dont deux issus du Parti libéral : le candidat officiel Valentín Gómez Farías est confronté à la candidature d’Antonio López de Santa Anna lui-même représentant d’une faction conservatrice.
| Candidat à la présidence    | Appartenance politique | Votes | %     |
| --------------------------- | ---------------------- | ----- | ----- |
| Antonio López de Santa Anna | Libéral (scission)     | 16    | 42,10 |
| Valentín Gómez Farías       | Libéral                | 11    | 28,94 |
| Miguel Barragán             | Conservateur           | 11    | 28,94 |
|                             |                        |       |       |
| Total                       | Total                  | 38    | 100   |